# Biyi Bandele
Biyi Bandele est un écrivain et réalisateur nigérian, auteur de romans et de pièces de théâtre, né le 13 octobre 1967 à Kafanchan (Nigéria) et mort le 7 août 2022.  

## Biographie
Célèbre pour ses nombreuses pièces de théâtre comme Two Horsemen ou Me and the Boys, Biyi Bandele travaille avec de prestigieuses compagnies telles que la Royal Court Theatre ou la Royal Shakespeare Company. Formé à l'université de Lagos, le Nigérian parvient à se faire publier au Royaume-Uni en 1991 avec L'Homme qui revient du diable. Installé à Londres, l'écrivain entame alors une carrière prolifique, marquée par la parution de plusieurs romans dont La Drôle et Triste histoire du soldat Banana. Il collabore également avec la télévision et la radio en tant que scénariste. Les textes engagés, teintés de surnaturel et poétiques de Biyi Bandele font de lui l'un des auteurs les plus remarqués de la scène littéraire britannique.
Deux ouvrages ont été traduits en français.
En 2013, Biyi Bandele se lance dans la cinématographie en réalisant Half of a Yellow Sun ayant pour toile de fond la guerre civile nigériane. Ce film est un succès critique et se voit présenté au Festival du film de Toronto. Il est le second meilleur succès de l'histoire au Nigeria.
Biyi Bandele meurt le 7 août 2022 à Lagos au Nigeria à l'âge de 54 ans.

## Publications
- 1991 : L'homme qui revint du diable ; roman traduit de l'anglais par Henri-Frédéric Blanc ; Édition Agone ;  (ISBN 2922494144),  (ISBN 9782922494143)
- 2000 : The Street ; Édition Picador ;  (ISBN 0330375393),  (ISBN 9780330375399)
- 2007 : Burma Boy (trad. en français sous le titre La drôle et triste histoire du soldat banana Grasset, 2009), roman évoquant les Chindits en Birmanie durant la seconde guerre mondiale.

## Filmographie

### Réalisateur
- 2013 : Half of a Yellow Sun
- 2015 : Fifty